# Вронська Ганна Олександрівна
Га́нна Олекса́ндрівна Вро́нська (нар. 7 серпня 1974, м. Помічна, Кіровоградська область) — український політик, правник та державний службовець. З 3 лютого до 14 квітня 2016 — виконувач обов'язків міністра екології та природних ресурсів України. До цього з травня 2015 до 3 лютого 2016 — заступник Міністра екології та природних ресурсів України з питань європейської інтеграції. Безпартійна.

## Освіта
Протягом 1991–1996 років навчалась у Інституті міжнародних відносин при Київському національному університеті імені Тараса Шевченка на факультет міжнародного права.
У 1994 році проходила стажування у Західному резервному університеті Кейза, штат Огайо, Сполучені Штати Америки.
З 1996 до 1999 року була аспірантом кафедри порівняльного правознавства Інституту міжнародних відносин при Київському національному університеті імені Тараса Шевченка, де написала дисертаційне дослідження на тему «Інститут конституційного контролю в системі розподілу влад: порівняльний аналіз».

## Кар'єра
У 1995 році розпочала кар'єру як провідний юрисконсульт у відділі кредитування та депозитних операцій в іноземній валюті в Акціонерному Комерційному Агропромисловому Банку «Україна».
З 1996 до 2003 працювала адвокатом в юридичній фірмі «Василь Кісіль і партнери».
Протягом 2003–2013 років — керуючий партнер в юридичній фірмі «Вронський, Вронська та партнери», де спеціалізувалася на веденні складних судових справ, банкрутстві, реструктуризації бізнесу, міжнародних інвестиціях, міжнародному арбітражі тощо.
Від травня 2015 року перебуває на посаді заступника Міністра екології та природних ресурсів України з питань європейської інтеграції.
3 лютого 2016 року Кабінет Міністрів України призначив Ганну Вронську в.о. Міністра екології та природних ресурсів України.

## Досягнення
Ганна Вронська входила до числа 100 рекомендованих юристів в Україні (за результатами дослідження) та до числа 100 найкращих юристів України (за результатами дослідження «Юристи України 2010/2011. Вибір клієнта» та «Юристи України 2012/2013. Вибір клієнта»).
Під її авторством вийшли кілька наукових публікацій з питань конституційного права та статті і коментарі з питань чинного законодавства та юридичної практики.